# 鈴木修平
鈴木 修平（すずき しゅうへい、1964年5月27日 - ）は、日本の実業家。東京都出身。美鈴商事株式会社 代表取締役社長、美鈴コーヒー株式会社 代表取締役社長、株式会社珈琲工房美鈴 代表取締役社長、全日本コーヒー商工組合連合会 代表理事会長、全日本コーヒー検定委員会委員長、全日本コーヒー公正取引協議会 会長。

## 概要
東京都杉生まれの実業家。1998年三代目美鈴グループ代表取締役社長に就任。そのほか、2009年東日本コーヒー商工組合 理事長に就任。2013年JCQA 全日本コーヒー検定委員会 委員長に就任。2016年全日本コーヒー公正取引協議会 会長に就任。2022年全日本コーヒー商工組合連合会 代表理事会長に就任。

## 略歴
- 1964年 - 東京都杉並区に生まれる
- 1987年 - 早稲田大学商学部卒業
- 1987年 - 三菱商事株式会社 入社
- 1995年 - 美鈴グループ 入社
- 1998年 - 三代目美鈴グループ代表取締役社長に就任
- 2001年 - 美鈴グループ 製菓工場を全面改装
- 2002年 - 「珈琲焙煎工房 函館美鈴」第一号店が青森新町に開店
- 2002年 - 美鈴グループ 70周年記念式典を開催
- 2002年 - 「珈琲焙煎工房 函館美鈴」首都圏初進出となる東京都杉並区浜田山に開店
- 2008年 - 東日本コーヒー商工組合 理事長に就任
- 2013年 - JCQA 全日本コーヒー検定委員会 委員長に就任
- 2016年 - 全日本コーヒー公正取引協議会 会長に就任
- 2022年 - 全日本コーヒー商工組合連合会 代表理事会長に就任
- 2023年 - 新宿伊勢丹会館に「カジュアルイタリアン 美鈴屋」を開店